# Perfume and Rain
Perfume and Rain er en musik-CD fra 1996.
De medvirkende på albummet er:
- Thomas Frydland, trompet
- Jacob Fischer, guitar
- Jesper Lundgaard, bas
- Svend Erik Nørregaard, trommer

Albummet indeholder blandt andre numre:
- Too Marvellous for Words
- She's Funny that Way
- Cherokee (musik)
- Daybreak
- Out of Nowhere
- You Must Believe in Spring
- Tea for Two